# Giustizia di popolo
Giustizia di popolo (Montana Territory) è un film del 1952 diretto da Ray Nazarro.
È un western statunitense ambientato nel 1863 con Lon McCallister, Preston Foster, Hugh Sanders e Jack Elam, Clayton Moore.

## Produzione
Il film, diretto da Ray Nazarro su una sceneggiatura di Barry Shipman, fu prodotto da Colbert Clark per la Columbia Pictures e girato nell'Iverson Ranch a Chatsworth, Los Angeles, California, nel settembre 1951.

## Distribuzione
Il film fu distribuito con il titolo Montana Territory negli Stati Uniti nel giugno 1952 al cinema dalla Columbia Pictures.
Altre distribuzioni:
- nelle Filippine il 25 novembre 1952
- in Belgio (Colt au poing)
- in Brasile (O Forasteiro)
- in Grecia (O ekdikitis tis Montana)
- in Italia (Giustizia di popolo)

## Promozione
La tagline è: WESTWARD SWEEPS THE COURSE OF EMPIRE!.